# Del campo a la olla

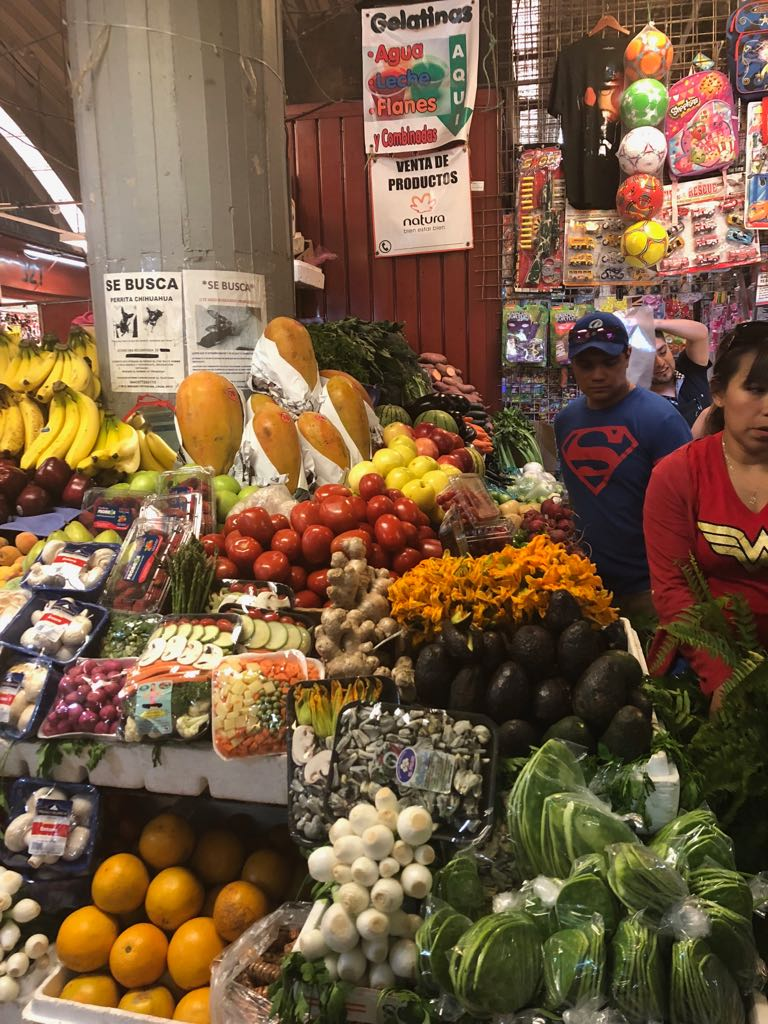
Puestos de frutas y verduras en el mercado de Coyoacán (México).

Del campo a la olla (también llamado del campo a la mesa o de la granja a la mesa) es un movimiento social que promueve el uso de comida local en restaurantes y comedores escolares, preferiblemente mediante la adquisición directa del productor. Esto se puede conseguir con una relación directa entre comunidades y agricultores locales, mercados ecológicos y distribuidores de productos de cercanía. Surgió en Estados Unidos durante la década de 1970, bajo el nombre «Farm-to Table», y logró popularizarse a partir de los años 2000.
El movimiento ha surgido aproximadamente al mismo tiempo que el cambio en las actitudes acerca de la seguridad alimentaria, la frescura y estacionalidad de los productos y la economía de las pequeñas granjas. Los defensores y practicantes de este modelo alegan con frecuencia la escasez de ingredientes locales frescos, el sabor inferior de los alimentos lejanos y su integridad en la dieta o la merma de las pequeñas explotaciones familiares. También argumentan la desaparición de las frutas y verduras tradicionales y los riesgos de un sistema de distribución y cultivo de alimentos centralizado.

## Historia

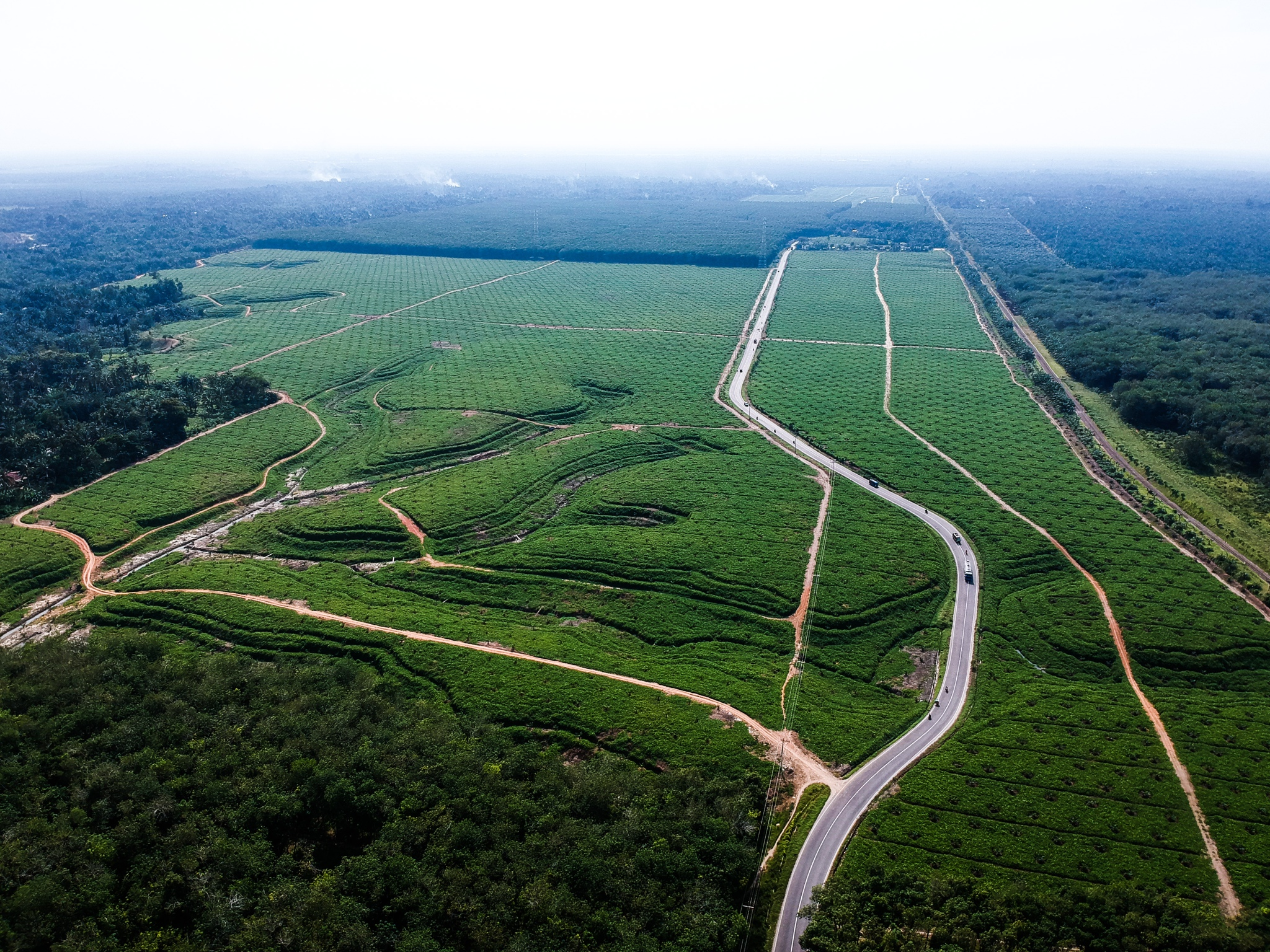
Vista aérea de un monocultivo de palmas para la producción de su aceite en Indonesia.

La tendencia nació en Estados Unidos durante la década de 1970. La necesidad que reclama el movimiento surge en un contexto de globalización, que ha cambiado el sistema alimentario a nivel social, ambiental y en el ámbito de la salud. Con la liberalización las cadenas de suministro de productos han fomentando la importación e inversión en países extranjeros. A su vez entraron en auge los modelos de supermercados y la agricultura de monocultivos a gran escala. Este desarrollo ha impactado en los productores de menor tamaño, y por tanto las zonas rurales se han visto empobrecidas y con una población mermada. La sostenibilidad se ve afectada por la lejanía entre la fuente de los ingredientes y el lugar donde se consumen. Ante la disminución de disponibilidad y consumo de los alimentos más básicos tradicionales (a menudo, vegetales y frutas) también se ve perjudicada la salud; 2.7 millones de muertes a nivel global se asocian a la falta de consumo de verduras y frutas, en tanto que los productos industrializados son más consumidos.

### Popularización
Entre los primeros negocios de influyentes en la tendencia se encuentran el restaurante Chez Panisse en Berkeley, The Herbfarm en Washington, Bon Appétit Management Company en Palo Alto, y The Kitchen en Boulder. No fue hasta principios del siglo XXI que el movimiento se extendió: la guía de restaurantes estadounidense «del campo a la olla» enumera establecimientos en más de treinta estados. En 2015, según la Asociación Nacional de Restaurantes, «cuatro de las diez tendencias» relacionadas con alimentación giran en torno al uso de productos locales.
Más recientemente, los restaurantes han tratado de democratizar el movimiento «del campo a la olla» con platos de origen local relativamente asequibles. Sweetgreen, una cadena de ensaladas que sigue este principio, ha experimentado un crecimiento exponencial desde su apertura en 2007 en Washington D. C., desde entonces cuenta con más de sesenta establecimientos en Estados Unidos. La franquicia busca obtener alimentos de cercanías, lo que requiere que cada región construya relaciones con su comunidad agrícola local. En Nueva York también ha ganado popularidad Dig Inn, con su modelo «del campo al mostrador». El interés de los consumidores es tan alto que Applebee's ha explorado el concepto; en el verano de 2014, lanzó una opción de menú específica en Georgia: el solomillo de cebolla Vidalia a la parrilla.

## Iniciativas

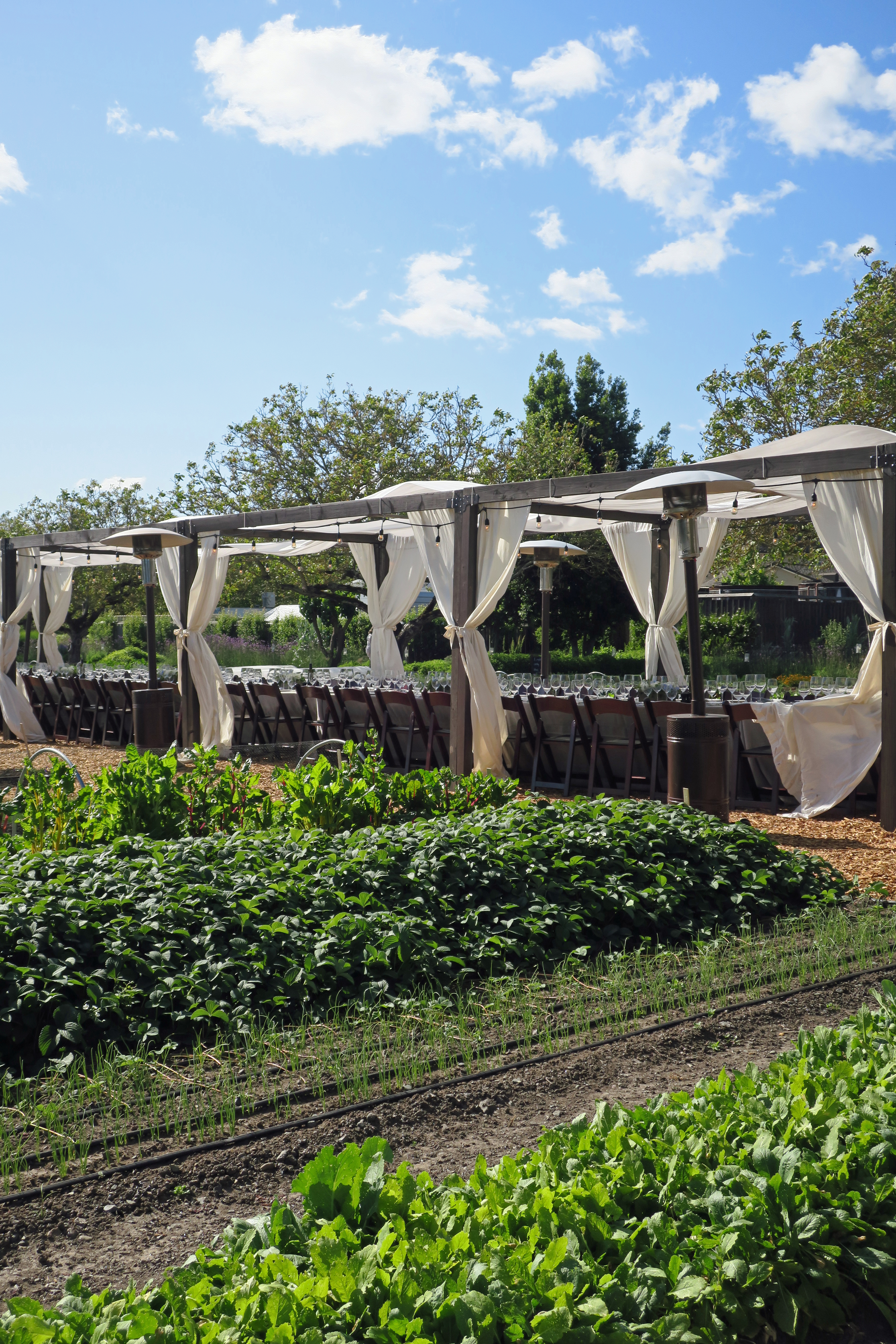
Una cena de estilo «del campo a la olla» en una bodega en California (Estados Unidos), con hileras de cultivos plantados tras unas mesas.

Dados los problemas que plantea el sistema de producción alimentario, tanto para la salud como en el ámbito de la sostenibilidad, instituciones interestatales como Naciones Unidas y la Comisión y Parlamento Europeo) han promovidos estrategias para desarrollar otros modelos de producción y consumo, como la Agenda 2030 y la Estrategia de la Granja a la Mesa. A nivel municipal, el pacto de Milán (firmado por más de un centenar de urbes en todos los continentes) coloca a la ciudad como el principal ejecutor de políticas relacionadas con la alimentación. Este pacto aboga por los pequeños productores, los productos agrícolas ecológicos y las cadenas cortas de comercialización. El impulso de la soberanía alimentaria y las economías locales a nivel global también busca apoyar a las mujeres como sujetos políticos de los campos de cultivo. Las 1600 millones de agricultoras en el mundo producen el 50 % de los alimentos, sin embargo, poseen el 2 % de la superficie cultivable.
El movimiento «del campo a la olla» se ha extendido a diferentes partes del globo con diferentes iniciativas. Por ejemplo, en Colombia trabajadores del pueblo indígena nukak recogen de forma manual asaí y otras frutas y la distribuyen directamente a negocios y fábricas locales. Con este tipo de cultivos se evita la deforestación por el monocultivo de productos como la coca. En Bogotá también han tenido éxito restaurantes basados en la comida local y sostenible, con vegetales y pescados frescos como el arazá o el pirarucú. Iniciativas similares también se han desarrollado en países latinoamericanos como México y Perú. También tienen éxito los mercados de productos locales «del campo a la olla». En Bolivia se organizaron ferias asociadas a este movimiento en La Paz, Oruro o El Alto con una gran afluencia de la población, donde participaron agricultores y granjeros de las zonas aledañas.

### En centros educativos
Los comedores de los centros educativos también se pueden adherir a este tipo de iniciativas. En España, un estudio de 2015 localizó doce iniciativas desarrolladas en comedores de 318 escuelas, que representan un 2.16 % del total de centros con este servicio. Seis iniciativas son gubernamentales e involucraban a 274 instituciones, en tanto que las seis no gubernamentales contaban con 44 centros. 284 de los colegios e institutos que se sumaron a estas prácticas eran de gestión pública. Estas iniciativas se basaban en la compra de alimentos ecológicos y de cercanías. El estudio sostiene que un impulso estatal de estos movimientos podría favorecer su expansión, pues la mayoría de centros pertenecían a iniciativas públicas. En Estados Unidos, el 19  de las escuelas en 2009 seguían la tendencia «Farm-to-school». En Brasil, el Programa Nacional de Alimentación Escolar hizo obligatorio en 2010 la adquisición de productos locales en estos comedores, y desde entonces el 47 % de los municipios del país suscribieron dicho modelo de compra.

## Críticas
A pesar del crecimiento de los restaurantes que siguen los preceptos «del campo a la olla», el movimiento ha recibido algunas críticas. Un redactor del Boston Globe argumentó que se trataba de una moda de la población joven. También la tendencia se cuestiona por ser relativamente menos asequible que otras formas de comida y cena. Otros argumentan que los consumidores no entienden completamente el concepto. Por ejemplo, los alimentos que se anuncian como «del campo a la mesa» se consideran más saludables, independientemente del contenido nutricional real. También surgen críticas por la parte de restaurantes que cometen fraude respecto a la veracidad del origen de los alimentos que anuncian como locales. La redactora de Tampa Bay Times Laura Reiley atribuye estos casos al aumento de la popularidad del movimiento desde 2012, los fines lucrativos y la falta de tiempo de los negocios para tratar directamente con las productores (mientras que normalmente tratarían con unos pocos grandes distribuidores).